# ليرون زاركو
ليرون زاركو (بالعبرية: לירון זרקו‏) هو لاعب كرة قدم إسرائيلي في مركز الدفاع، ولد في 23 يناير 1981 في إسرائيل. لعب مع اتحاد أبناء سخنين ونادي تشونغتشينغ ليانغجيانغ ونادي هبوعيل بئر السبع.

## وصلات خارجية
- ليرون زاركو على موقع قاعدة بيانات كرة القدم.إي يو (الإنجليزية)